# Konstsim vid världsmästerskapen i simsport 2023 – Damernas tekniska soloprogram
Damernas tekniska soloprogram vid världsmästerskapen i simsport 2023 avgjordes mellan den 14 och 15 juli 2023 i Marine Messe Fukuoka i Fukuoka i Japan.
Japanska Yukiko Inui tog guld, österrikiska Vasiliki Alexandri tog silver och spanska Iris Tió tog brons.

## Resultat
Kvalet startade den 14 juli klockan 08:38. Finalen startade den 15 juli klockan 19:30.
Grön bakgrund betyder att konstsimmaren gick vidare till finalen
| Placering | Namn                     | Nationalitet   | Kval     | Kval      | Final            | Final            |
| Placering | Namn                     | Nationalitet   | Poäng    | Placering | Poäng            | Placering        |
| --------- | ------------------------ | -------------- | -------- | --------- | ---------------- | ---------------- |
| 1         | Yukiko Inui              | Japan          | 273,2700 | 1         | 276,5717         | 1                |
| 2         | Vasiliki Alexandri       | Österrike      | 232,8367 | 3         | 264,4200         | 2                |
| 3         | Iris Tió                 | Spanien        | 204,6666 | 7         | 254,2100         | 3                |
| 4         | Evangelia Platanioti     | Grekland       | 252,2400 | 2         | 242,5000         | 4                |
| 5         | Susanna Pedotti          | Italien        | 193,1283 | 12        | 223,7133         | 5                |
| 6         | Audrey Lamothe           | Kanada         | 214,9417 | 6         | 216,4351         | 6                |
| 7         | Kyra Hoevertsz           | Aruba          | 193,9400 | 11        | 212,1967         | 7                |
| 8         | Klara Bleyer             | Tyskland       | 200,9649 | 9         | 202,4266         | 8                |
| 9         | Lee Ri-young             | Sydkorea       | 201,7866 | 8         | 200,8383         | 9                |
| 10        | Oriane Jaillardon        | Frankrike      | 229,7233 | 4         | 193,4234         | 10               |
| 11        | Karina Magrupova         | Kazakstan      | 195,3433 | 10        | 192,3200         | 11               |
| 12        | Kate Shortman            | Storbritannien | 223,6033 | 5         | 192,0267         | 12               |
| 13        | Viktória Reichová        | Slovakien      | 181,4233 | 13        | Gick inte vidare | Gick inte vidare |
| 14        | Jasmine Verbena          | San Marino     | 178,0966 | 14        | Gick inte vidare | Gick inte vidare |
| 15        | Jennah Hafsi             | Marocko        | 175,6200 | 15        | Gick inte vidare | Gick inte vidare |
| 16        | Nadine Barsoum           | Egypten        | 174,5900 | 16        | Gick inte vidare | Gick inte vidare |
| 17        | Antonia Mella            | Chile          | 174,3566 | 17        | Gick inte vidare | Gick inte vidare |
| 18        | Aleksandra Atanasova     | Bulgarien      | 168,2733 | 18        | Gick inte vidare | Gick inte vidare |
| 19        | Patrawee Chayawararak    | Thailand       | 168,1863 | 19        | Gick inte vidare | Gick inte vidare |
| 20        | Gulsanam Bukina          | Uzbekistan     | 166,3867 | 20        | Gick inte vidare | Gick inte vidare |
| 21        | Karolína Klusková        | Tjeckien       | 165,1000 | 21        | Gick inte vidare | Gick inte vidare |
| 22        | Ana Culic                | Malta          | 165,0033 | 22        | Gick inte vidare | Gick inte vidare |
| 23        | Ece Üngör                | Turkiet        | 163,0701 | 23        | Gick inte vidare | Gick inte vidare |
| 24        | Mari Alavidze            | Georgien       | 162,0168 | 24        | Gick inte vidare | Gick inte vidare |
| 25        | Gabriela Alpajón         | Kuba           | 160,7934 | 25        | Gick inte vidare | Gick inte vidare |
| 26        | Skye MacDonald           | Sydafrika      | 158,9600 | 26        | Gick inte vidare | Gick inte vidare |
| 27        | Nika Seljak              | Slovenien      | 155,9468 | 27        | Gick inte vidare | Gick inte vidare |
| 28        | Marfa Chragina           | Sverige        | 148,3234 | 28        | Gick inte vidare | Gick inte vidare |
| 29        | María Alfaro             | Costa Rica     | 148,2166 | 29        | Gick inte vidare | Gick inte vidare |
| 30        | Alexandra Mansaré-Traoré | Guinea         | 140,8950 | 30        | Gick inte vidare | Gick inte vidare |